# Leon Ehrenpreis
Leon Ehrenpreis (22 de maio de 1930 – Brooklyn, 16 de agosto de 2010) foi um matemático estadunidense, professor da Universidade Temple, que provou o teorema de Malgrange–Ehrenpreis, um teorema fundamental sobre operadores diferenciais com coeficientes constantes.
Ehrenpreis foi um dos orientados de Claude Chevalley na Universidade Columbia.

## Publicações
- Ehrenpreis, Leon (1954), «Solution of some problems of division. I. Division by a polynomial of derivation», Amer. J. Math., 76 (4): 883–903, JSTOR 2372662, MR 0068123, doi:10.2307/2372662
- —— (1955), «Solution of some problems of division. II. Division by a punctual distribution», Amer. J. Math., 77 (2): 286–292, JSTOR 2372532, MR 0070048, doi:10.2307/2372532
- Ehrenpreis, Leon; Mautner, F. I. (15 de abril de 1955). «Uniformly Bounded Representations of Groups». Proc Natl Acad Sci U S A. 41 (4): 231–233. PMC 528064. PMID 16589653. doi:10.1073/pnas.41.4.231
- Ehrenpreis, Leon (15 de outubro de 1955). «The Division Problem for Distributions». Proc Natl Acad Sci U S A. 41 (10): 756–758. PMC 528179. PMID 16589744. doi:10.1073/pnas.41.10.756
- —— (15 de novembro de 1955). «Completely Inversible Operators». Proc Natl Acad Sci U S A. 41 (11): 945–946. PMC 534310. PMID 16589777. doi:10.1073/pnas.41.11.945
- —— (janeiro de 1956). «General Theory of Elliptic Equations». Proc Natl Acad Sci U S A. 42 (1): 39–41. PMC 534228. PMID 16589811. doi:10.1073/pnas.42.1.39
- —— (setembro de 1956). «Cauchy's Problem for Linear Differential Equations with Constant Coefficients». Proc Natl Acad Sci U S A. 42 (9): 642–646. PMC 534268. PMID 16589923. doi:10.1073/pnas.42.9.642
- —— (1956). «Sheaves and differential sheaves». Proc. Amer. Math. Soc. 7: 1131–1138. MR 0085419. doi:10.1090/s0002-9939-1956-0085419-7
- —— (1956). «On the theory of kernels of Schwartz». Proc. Amer. Math. Soc. 7: 713–718. MR 0082637. doi:10.1090/s0002-9939-1956-0082637-9
- —— (1958). «Analytic functions and the Fourier transform of distributions, II». Trans. Amer. Math. Soc. 89: 450–483. MR 0105616. doi:10.1090/s0002-9947-1958-0105616-8
- —— (1961). «Analytically uniform spaces and some applications». Trans. Amer. Math. Soc. 101: 52–74. MR 0131756. doi:10.1090/s0002-9947-1961-0131756-3
- —— (1961). «A new proof and an extension of Hartog's theorem». Bull. Amer. Math. Soc. 67: 507–509. MR 0131663. doi:10.1090/s0002-9904-1961-10661-7
- Bers, Lipman; Ehrenpreis, Leon (1964). «Holomorphic convexity of Teichmüller spaces». Bull. Amer. Math. Soc. 70: 761–764. MR 0168800. doi:10.1090/s0002-9904-1964-11230-1
- Ehrenpreis, Leon (1975). «Hyperbolic equations and group representations». Bull. Amer. Math. Soc. 81: 1109–111. MR 0419685. doi:10.1090/s0002-9904-1975-13936-x
- —— (1987). «Reflections, removable singularities, and approximations for partial differential equations, II». Trans. Amer. Math. Soc. 302: 1–45. MR 887494. doi:10.1090/s0002-9947-1987-0887494-0